# Palmácius
Palmácius byl údajně římský politik z Trevíru, který byl popraven jako mučedník a je uctíván jako světec.

## Život
Palmácius měl být římský senátor a konzul, ale žádný přímý důkaz o jeho existenci není dostupný. Účastnil se povstání Thébské legie v Xantenu, kdy se křesťanští vojáci legie údajně odmítli zúčastnit pohanské bohoslužby. Křesťané pak byli popraveni jako mučedníci (spolu se svatým Palmáciem byl popraven i svatý Mořic).
V římskokatolické církvi je Palmácius uctíván jako světec a jeho svátek je slaven 10. května.

## Úcta
Triptych s madonou a Ježíškem mezi svatými Václavem a Palmáciem, kaple na hradě  Karlštejně. 
Kostel svatého Palmacia v Budňanech (dnes městys Karlštejn) byl založen císařem Karlem IV. v roce 1351 a byly v něm uloženy světcovy ostatky.
V Marburgu je mu zasvěcen oltář, na kterém je vyobrazen spolu s Madonou, Ježíškem a svatým Václavem. V městě Trevíru je po něm pojmenována ulice Palmatiusstrasse.